# Dümmer
Le Dümmer est un lac allemand, situé sur le cours de la Hunte dans le land de Basse-Saxe. Sa superficie est de 13,5 km2.

## Protection environnementale
Le lac fait l'objet d'un parc naturel depuis 1972. Le lac a été également désigné site Ramsar le 26 février 1976.